# Delias gabia
Delias gabia é uma borboleta da família Pieridae. Foi descrita por Jean Baptiste Boisduval em 1832. É endémica da Nova Guiné.
A envergadura é de cerca de 52 a 58 milímetros. Os adultos são semelhantes em padrão à Delias mavroneria, mas tendem a ter um fluxo de laranja para a parte inferior da parte de dentro dos membros posteriores.

## Subespécies
- D. g. Gabia (Nova Guiné, Waigeu, Ilha Gebe)
- D. g. bantina Fruhstorfer, 1910 (Trobriand)
- D. g. Grated -Smith, 1897 (Fergusson, Goodenough Island)
- D. g. Masinessa Fruhstorfer, 1913 (Yule)
- D. g. Naokoae Nakano, 1995 (Ilha Yapen)
- D. g. zarate Grose-Smith, 1900 (Nova Guiné, Ilhas Trobriand, Ilha Yule)